# 博克霍斯特 (石勒苏益格-荷尔斯泰因州)
博克霍斯特是德国石勒苏益格－荷尔斯泰因州的一个市镇。总面积5.87平方公里，总人口126人，其中男性63人，女性63人（2011年12月31日），人口密度21人/平方公里。